# Store Rørbæk
Store Rørbæk is een plaats in de Deense regio Hovedstaden, gemeente Frederikssund, en telt 600 inwoners (2007).
- Library of Congress Control Number: n88009232
- Nationale Bibliotheek van Israël: 987007564817005171
- Virtual International Authority File: 129106166